# Erich Hagen
Erich Hagen, né le 11 décembre 1936 à Leipzig, (Saxe), Allemagne, est un coureur cycliste est-allemand. Hagen est sociétaire au club cycliste local SC Wissenschaft Leipzig. En 1960, il a remporté la Course de la Paix. Il est mort le 26 mai 1978, à Leipzig, en RDA.

## Biographie
Erich Hagen est âgé de 20 ans, quand il devient champion de RDA de cyclisme sur route. L'année 1956 est aussi celle des Jeux olympiques de Melbourne. Il est sélectionné dans l'équipe d'Allemagne qui remporte la médaille de bronze en cyclisme sur route par équipes. Mais cette médaille est attribuée sur les trois meilleurs temps de l'épreuve individuelle. Erich Hagen classé 22e n'est que le 4e placé de l'équipe (Gustav-Adolf Schur 5e, Horst Tüller 6e, Reinhold Pommer 18e) ne figure donc pas au palmarès olympique de 1956. 
Quatre années plus tard, le titre olympique de cyclisme sur route par équipes est attribué au terme d'une épreuve de 100 km contre la montre. Avec une équipe d'Allemagne constituée à 100 % de coureurs issus de la RDA, Erich Hagen remporte la médaille d'argent de ce championnat. Depuis 1956, son palmarès s'est enrichi de plusieurs lignes. La plus importante est sans doute celle  qui enregistre en 1960 sa victoire dans la Course de la Paix.

### La XIIIeCourse de la Paix, 1960

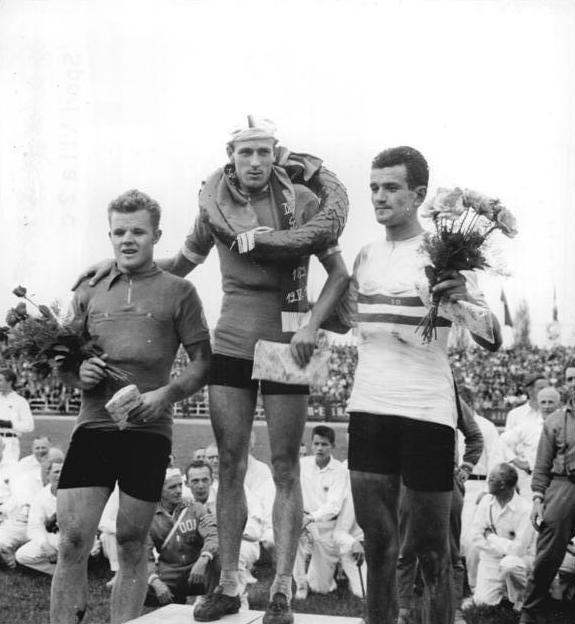
Erich Hagen, à gauche sur le cliché triomphe dans la dernière étape de la Course de la Paix 1960, et remporte la course, tandis que Egon Adler, ici sur la plus haute marche du podium, attardé, voit ses espoirs s'envoler. Le hongrois Gyozo Török, à droite, termine plus modestement 21e à Berlin.

Curieuse Course que la Course de la Paix 1960. L'équipe de la RDA est emmenée par le Champion du monde en titre, Gustav-Adolf Schur, vainqueur de la précédente édition. C'est le favori. Il triomphe le premier jour, mais deux autres équipes possèdent des coureurs bien décidés à sa perte. La Belgique (avec Jean-Baptiste Claes, Willy Vanden Berghen) et l'URSS où débute Gainan Saidschushin. Au soir de la 4e étape, il laisse son maillot de leader à l'un de ses coéquipiers, Erich Hagen. Celui-ci reste leader 3 jours, puis cède la place à l'un de ses coéquipiers Manfred Weissleder, qui à son tour cède la première place à un quatrième équipier Egon Adler… leader au matin de la dernière étape Magdeburg-Berlin. Mais pris dans une chute collective, il risque, il perd du temps et l'équipe de RDA qui a dominé la course risque de perdre la première place. Le stratège Schur laisse alors s'enfuir Erich Hagen qui remporte détaché cette dernière étape et prend in-extremis la 1re place. Deux coureurs belges le suivent, Claes et Vanden Berghen, Adler terminant la course à la 7e place. L'équipe de la RDA triomphe au classement par équipes, et si Gustav Schur n'est que 16e au classement général, il gagne ses galons de maître tacticien. Quant à Erich Hagen il est au sommet de sa carrière cycliste.

## Palmarès
- 1956
  -  Champion de RDA amateur sur route
  - 22e de l'épreuve sur route aux Jeux olympiques de Melbourne
- 1957
  - Champion de RDA des 100 km contre-la-montre par équipes avec le club SC DHfK Leipzig.
- 1958
  - Tour de RDA
  - Champion de RDA des 100 km contre-la-montre par équipes avec le SC DHfK Leipzig (Gustav-Adolf Schur, Bernhard Eckstein, Gunther Lörke, Roland Henning, Wolfgang Grabo)[2]
  - 22e de la Course de la Paix
- 1959
  - 3e du Tour du Harz[3]
- 1960
  - 11e et 13e étapes de la Course de la Paix
  - Classement par équipes de la Course de la Paix avec la RDA[4]
  - Course de la Paix[5]
  - Médaille d'argent des 100 km contre-la-montre par équipes aux Jeux olympiques de Rome avec l'équipe d'Allemagne (Gustav-Adolf Schur, Günter Lörke, Egon Adler)
  - 21e du Championnat olympique sur route individuel
- 1961
  - 7e étape de la Course de la Paix
  - 9e de la Course de la Paix